# Козино (Курская область)
Ко́зино — село в Рыльском районе Курской области. Административный центр Козинского сельсовета.

## География
Село находится в бассейне Обесты (левый приток Клевени), в 138 км западнее Курска, в 34 км западнее районного центра — города Рыльск.
Климат
Козино, как и весь район, расположено в поясе умеренно континентального климата с тёплым летом и относительно тёплой зимой (Dfb в классификации Кёппена).
| Показатель                                                                   | Янв. | Фев. | Март | Апр. | Май  | Июнь | Июль | Авг. | Сен. | Окт. | Нояб. | Дек. | Год  |
| ---------------------------------------------------------------------------- | ---- | ---- | ---- | ---- | ---- | ---- | ---- | ---- | ---- | ---- | ----- | ---- | ---- |
| Средний суточный максимум, °C                                                | −3,6 | −2,5 | 3,5  | 13,3 | 19,6 | 22,8 | 25,1 | 24,5 | 18,3 | 10,8 | 3,8   | −0,8 | 11,2 |
| Средняя температура, °C                                                      | −5,6 | −5   | −0,2 | 8,5  | 14,9 | 18,5 | 20,8 | 19,9 | 14,1 | 7,5  | 1,6   | −2,7 | 7,7  |
| Средний суточный минимум, °C                                                 | −8   | −8,2 | −4,2 | 3,1  | 9,3  | 13,2 | 15,9 | 14,8 | 9,9  | 4,1  | −0,7  | −4,9 | 3,7  |
| Норма осадков, мм                                                            | 50   | 44   | 48   | 50   | 63   | 70   | 88   | 54   | 59   | 53   | 50    | 50   | 679  |
| Источник: Погода по месяцам c ru.climate-data.org(дата обращения: Июнь 2021) |      |      |      |      |      |      |      |      |      |      |       |      |      |

## Население
| 2002 | 2010 |
| ---- | ---- |
| 685  | ↘484 |

## Инфраструктура
Личное подсобное хозяйство. В селе 339 домов.

## Транспорт
Козино находится на автодороге регионального значения 38К-017 (Курск — Льгов — Рыльск — граница с Украиной), в 3,5 км от ближайшей ж/д станции Крупец (линия Хутор-Михайловский — Ворожба). Остановка общественного транспорта.
В 200 км от аэропорта имени В. Г. Шухова (недалеко от Белгорода).